# Nikołaj Szyrszow
Nikołaj Szyrszow (ros. Никола́й Влади́мирович Ширшо́в, ur. 22 czerwca 1974 w Taszkencie, zm. 28 grudnia 2021) – uzbecki piłkarz występujący podczas kariery na pozycji pomocnika. Były reprezentant Uzbekistanu – w barwach narodowych wystąpił 64 razy, zdobywając 13 bramek. Zmarł 28 grudnia 2021 roku.

## Kariera klubowa
Swoją karierę zaczął w radzieckim Swerdłowczi Ortasaraj. W 1992 roku, grając w Pachtakorze Taszkent, został pierwszym w historii mistrzem Uzbekistanu. Mistrzostwo z Pachtakorem zdobył jeszcze raz: w roku 1998, natomiast puchar Uzbekistanu zdobywał w 1993 i 1997. Swoją karierę piłkarską zakończył w 2012 roku w rosyjskim FK Mitos Nowoczerkask.

## Kariera reprezentacyjna
Szirszow grał w reprezentacji Uzbekistanu w latach 1996-2005. Trzykrotnie był w kadrach Uzbeków na Puchar Azji (1996, 2000 i 2004). W barwach narodowych zanotował 13 bramek w 64 występach.
| Reprezentacja | Rok     | Mecze | Bramki |
| ------------- | ------- | ----- | ------ |
| Uzbekistan    | 1996    | 5     | 0      |
| Uzbekistan    | 1997    | 13    | 2      |
| Uzbekistan    | 1998    | 8     | 2      |
| Uzbekistan    | 1999    | 7     | 4      |
| Uzbekistan    | 2000    | 4     | 0      |
| Uzbekistan    | 2001    | 12    | 4      |
| Uzbekistan    | 2003    | 8     | 1      |
| Uzbekistan    | 2004    | 4     | 0      |
| Uzbekistan    | 2005    | 3     | 0      |
| Ogólnie       | Ogólnie | 64    | 13     |

## Sukcesy

### Pachtakor Taszkent
- Zwycięstwo
  - Oʻzbekiston Oliy Ligasi: 1992, 1998
  - Puchar Uzbekistanu: 1993, 1997